# Tisiphone abeona
Tisiphone abeona är en fjärilsart som beskrevs av Donovan 1805. Tisiphone abeona ingår i släktet Tisiphone och familjen praktfjärilar. Inga underarter finns listade i Catalogue of Life.

## Bildgalleri

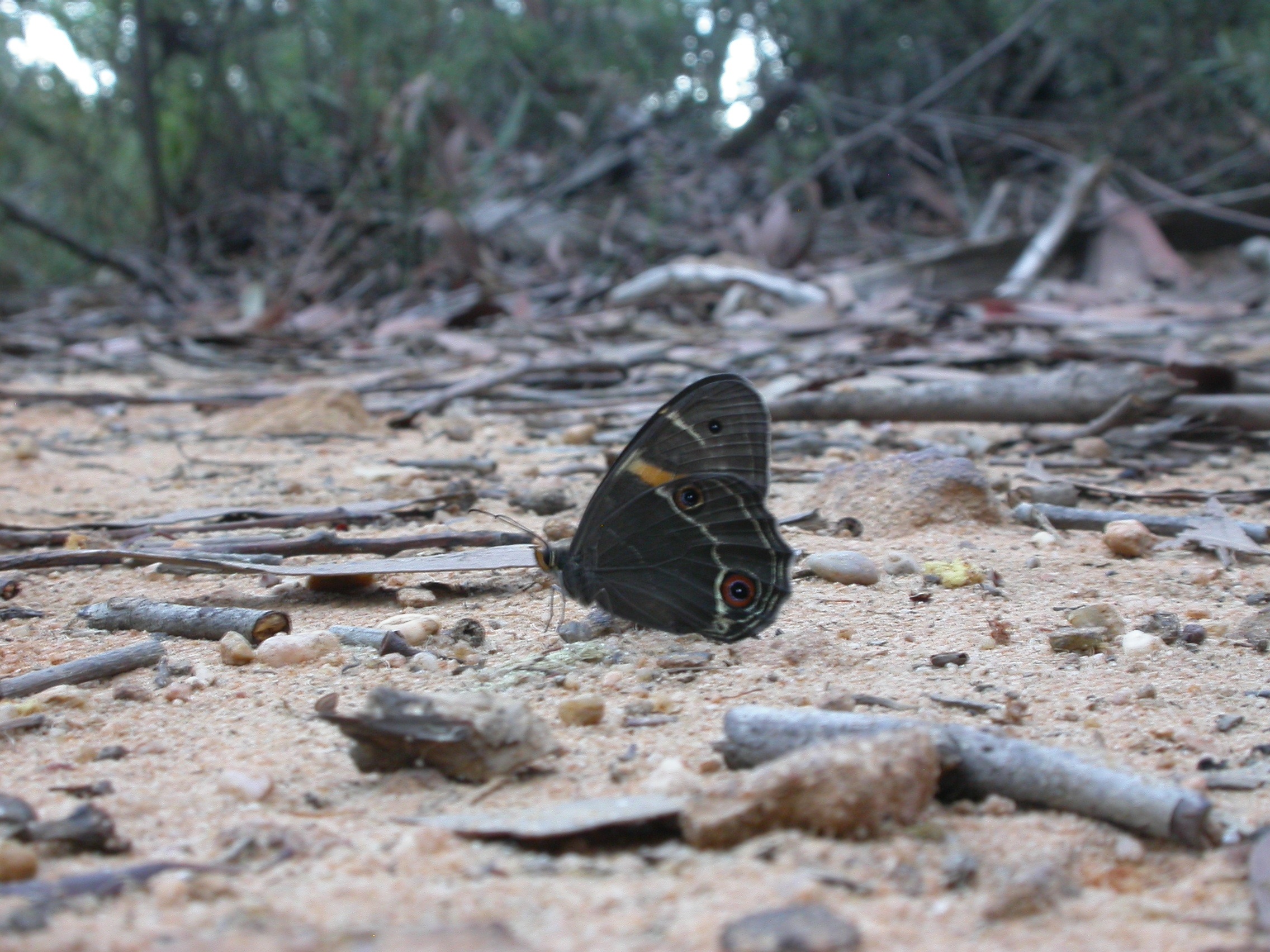